# Palazzo Medici Clarelli
Palazzo Medici Clarelli, conhecido também como Palazzo del Consolato di Firenze, é um palácio renascentista localizado no número 79 da Via Giulia, no rione Ponte de Roma, na esquina com o Vicolo Orbitelli.

## História
Construído em 1535 ao lado do Collegio Bandinelli, este palácio pertencia originalmente ao arquiteto Antonio da Sangallo, o Jovem, proprietário também do vizinho Palazzo Sacchetti. Depois de sua morte, seu filho, Orazio, o vendeu a Migliore Cresci, marido de Cornelia Strozzi, que mandou gravar nas arquitraves das janelas "MELIOR DE CRESCI CI(VIS) FLORENTINUS" ("Migliore Cresci, cidadão florentino"). O edifício foi ampliado e ricamente decorado com uma série de afrescos exaltando a dinastia Médici, que adquiriu o edifício por volta de 1558: a decoração que recobria toda a fachada, hoje perdida e que representava membros da família Médici, foi executada entre 1559 e 1565.
Do mesmo período é também a inscrição que está acima do portal:"COSMO MEDICI DUCI FLOREN II PACIS ATQUE IUSTITIAE CULTORI" ("A Cosimo de Medici, segundo duque de Florença, patrono da paz e da cultura"). É uma referência a Cosimo de Medici, que foi o segundo duque de Florença a partir de 1537 até 1565. Os afrescos foram destruídos quando o palácio foi ampliado e renovado no século XIX. O pátio interno, ao qual se chega através de um átrio, precedido por colunas dóricas, originalmente terminava em uma êxedra aberta na direção do Tibre, depois fechada por um nicho central no qual foi colocado uma fonte. Uma cornija separa o nicho na altura da bacia, ornada com uma válvula em concha e segue lateralmente para formar a moldura superior de dois pequenos pórticos que se abrem simetricamente. A pequena fonte é constituída por uma cabeça de leão de cuja boca verte a água que escorre para uma bacia no formato de concha e desta para uma tanque oval na altura do chão. No século XVII, o palácio se transformou na sede do consulado do Grão-ducado da Toscana, um escritório responsável por prover ajuda jurídica à comunidade florentina de Roma. Nesta época, a embaixada do Grão-ducado ficava no Palazzo Madama. Mais tarde, o palácio foi adquirido pelos condes Clarelli, originários de Rieti e membros da nobreza romana a partir de 1837 com o título de marqueses. No século XIX, o palácio foi transformado em quartel e depois foi sede de um fórum. Depois da captura de Roma (1870), tornou-se propriedade da Comuna de Roma, atual proprietária, que abriga ali alguns de seus escritórios. 
O palácio ainda hoje mantém a sua cor ocre, típica de muitos edifícios de Roma até a década de 1990.